# Рэдклифф, Роберт, 1-й граф Сассекс
Роберт Рэдклифф (англ. Robert Radcliffe; 1482/83 — 27 ноября 1542) — английский аристократ, 10-й барон Фицуолтер с 1505 года, 1-й виконт Фицуолтер с 1525, 1-й граф Сассекс с 1529. Рыцарь Бани, кавалер ордена Подвязки. Участвовал в войнах с Францией.

## Биография
Роберт Рэдклифф родился в 1482 или 1483 году в семье Джона Рэдклиффа, 9-го барона Фицуолтера, и его второй жены Маргарет, о происхождении которой ничего не известно. В 1496 году Джона казнили за измену. Его владения и титул были конфискованы, но в 1506 году Роберт всё же был восстановлен в своих наследственных правах и стал 10-м бароном Фицуолтером. 23 июня 1509 года, накануне коронации Генриха VIII, он был посвящён в рыцари Бани, а на самой коронации выполнял обязанности лорда-канцлера. Сэр Роберт занял видное положение при дворе нового короля. В 1515 году он участвовал в церемонии получения кардинальской шапки для Томаса Уолси, в 1520 году присутствовал при встрече Генриха VIII с королём Франции Франциском I на Поле золотой парчи. Во время войны с Францией в 1513 году Рэдклифф командовал двумя кораблями, в кампании 1522 года — целой эскадрой и авангардом армии.
23 апреля 1524 года барон стал кавалером ордена Подвязки. 18 июля 1525 года он получил титул виконта Фитцуолтера, а в феврале 1526 — место в Тайном совете. Сэр Уильям со всей энергией поддержал стремление короля добиться развода с Екатериной Арагонской, и наградой за это стали титул графа Сассекса (8 декабря 1529), должности лейтенанта ордена Подвязки (7 мая 1531) и камергера казначейства (31 мая 1532). В последующие годы сэр Роберт оставался одним из ближайших доверенных лиц Генриха VIII. Именно он предложил на заседании Тайного совета 6 июня 1536 года объявить наследником престола бастарда Генри Фицроя (предположительно это было сделано с ведома короля). После Благодатного паломничества 1537 года граф был направлен в Ланкашир со специальным поручением успокоить местное население, в 1540 году он был назначен великим камергером Англии. Сэр Роберт существенно обогатился за счёт поместий, которые прежде принадлежали монастырям. Он умер 26 ноября 1542 года.
Роберт Рэдклифф был женат трижды. Приблизительно в 1505 году его женой стала Элизабет Стаффорд, дочь Генри Стаффорда, 2-го герцога Бекингема, и Кэтрин Вудвилл, родившая двух сыновей: Генри, 2-го графа Сассекса, и Хамфри. Во второй раз сэр Роберт женился на Маргарет Стэнли, дочери Томаса Стэнли, 2-го графа Дерби, и Анны Гастингс (из-за кровного родства между супругами пришлось оформлять специальное разрешение). В этом браке родились ещё один сын, сэр Джон Рэдклифф из Клайва в Сомерсете (умер в 1568), и дочь Анна, жена Томаса Уортона, барона Уортона. После смерти Маргарет граф женился на Мэри Арундел, дочери сэра Джона Арундела из Ланхерна в Корнуолле.